# Per Nilsson-Öst

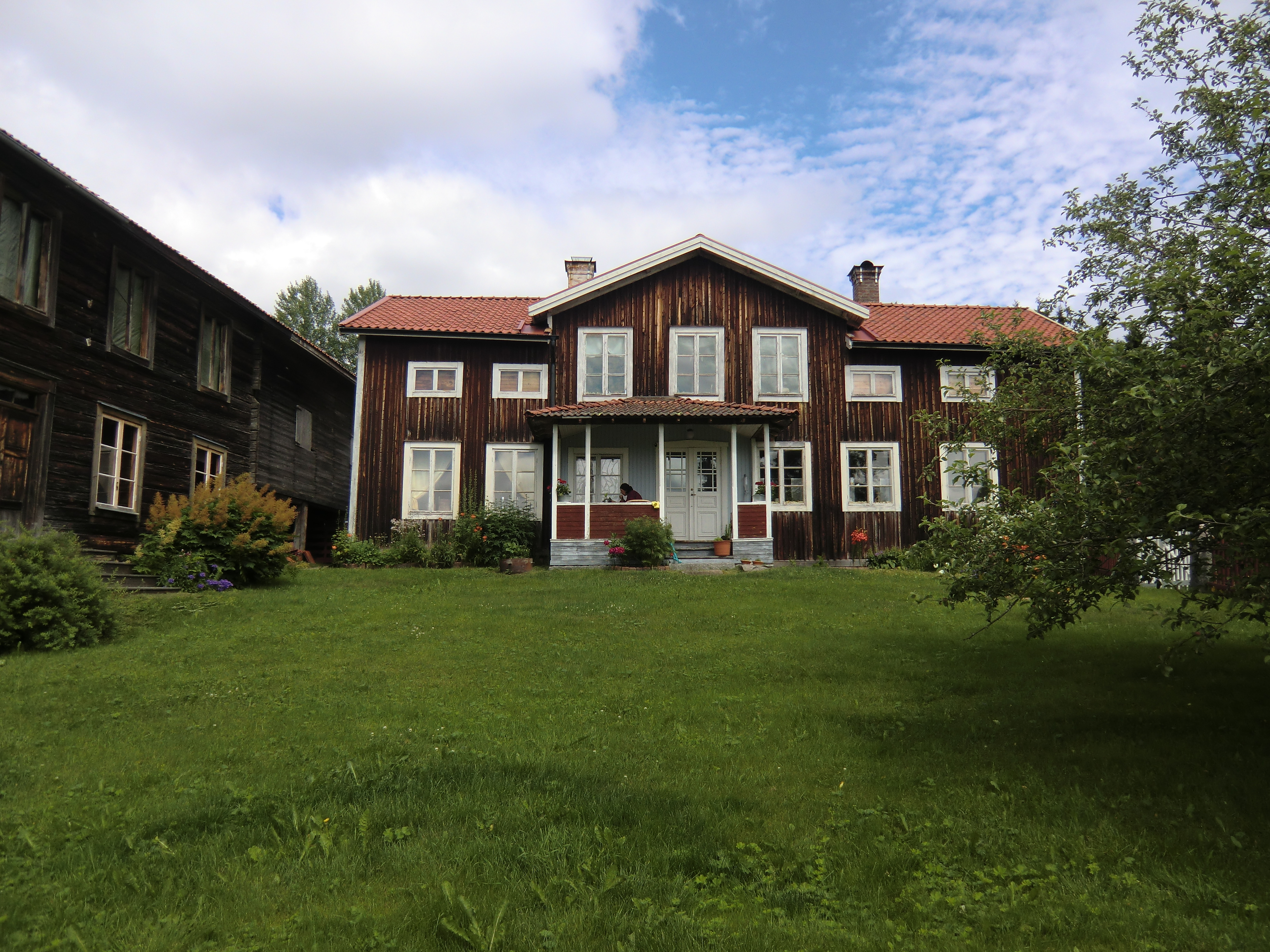
Per Nilsson-Öst barndomshem, "Östas" i Uvås

Per Ingvar Nilsson-Öst, född 4 april 1918 på gården Östas i Uvås by i Järvsö socken, död 13 februari 2012 i Gävle, var en svensk träbildhuggare och skulptör.

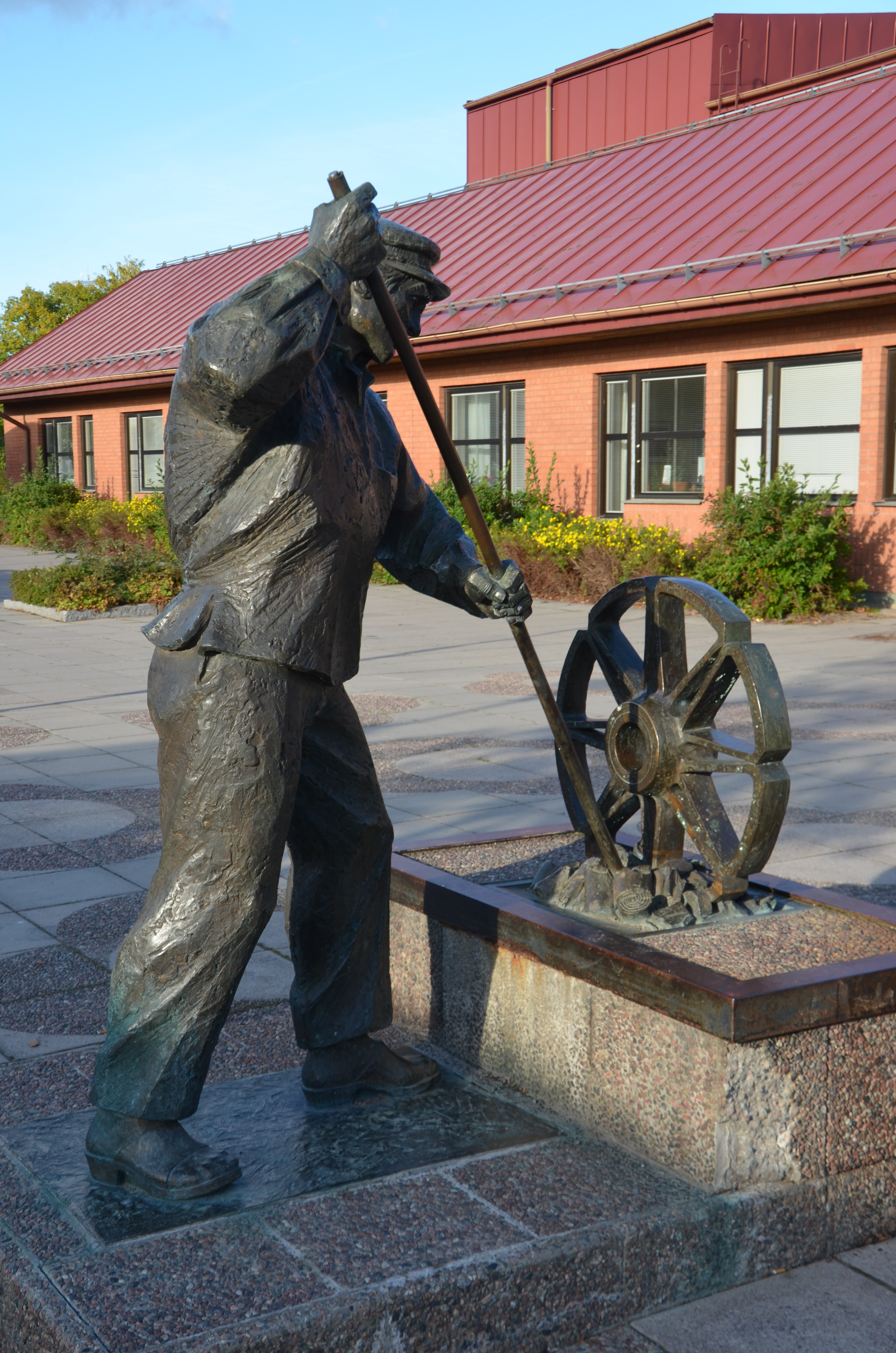
Hjulsmeden (1985) i Surahammar.

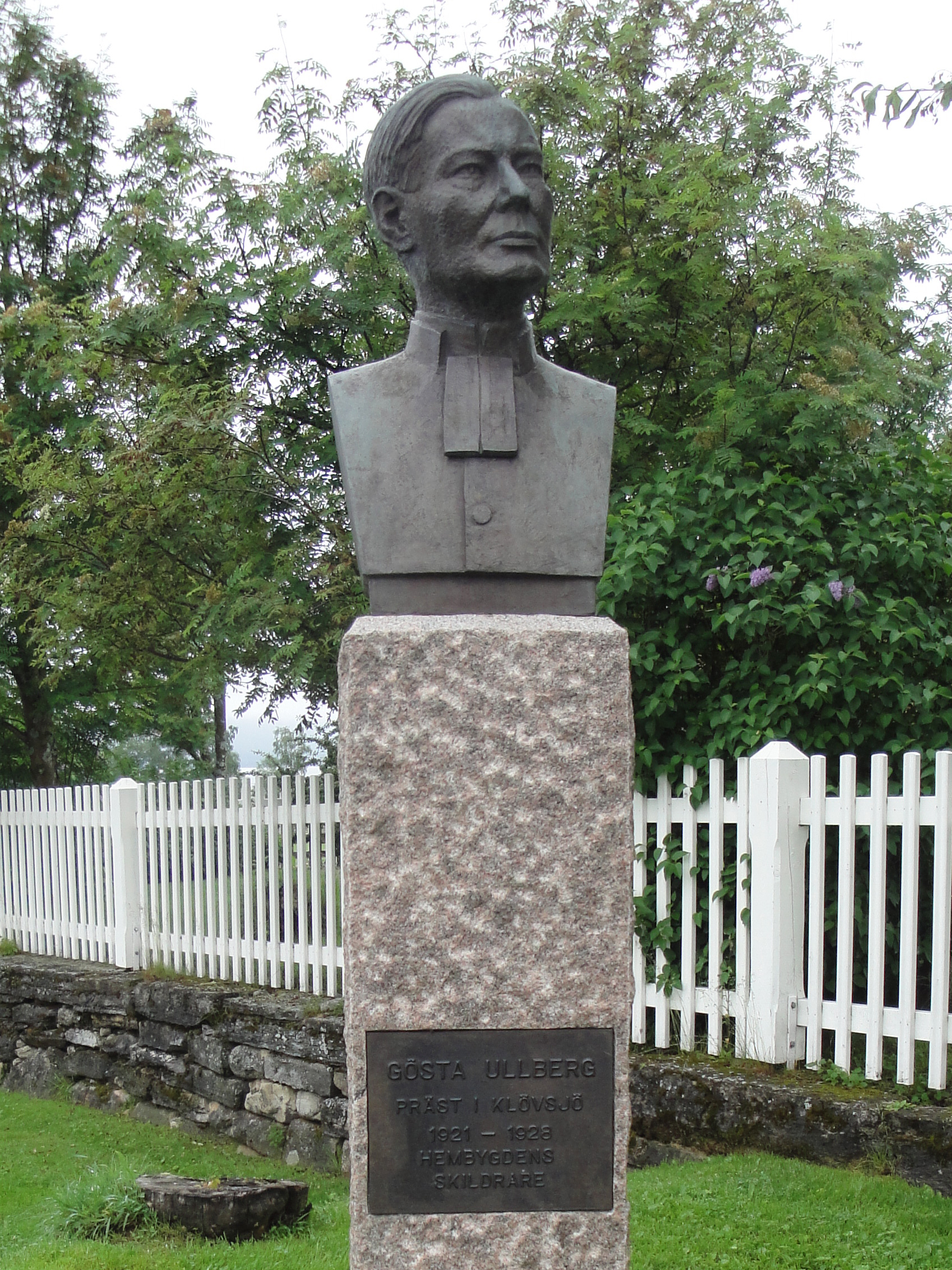
Prosten Ullberg (1968) byst vid grinden till Klövsjö kyrka. "Gösta Ullberg", präst/kontraktsprost i Klövsjö 1921-1928. Han var "Hembygdens skildrare".

Per Nilsson-Öst utbildade sig på Konstfacks skulpturlinje 1942-46. Mellan 1946 och 1956 arbetade han i Stockholm bland annat hos Palms stenhuggeri, Lena Börjeson, Carl Eldh och Norén Konstgjuteri. Från 1960 var han konstnär och studerade 1962-64 på skulpturlinjen på Konstfack. Han debuterade 1963 på Konstfrämjandet i Stockholm.
Per Nilsson-Öst gjorde sig känd både för skulpturer i trä och i brons. En större samling av hans verk finns på Länsmuseet Gävleborg i Gävle. Offentlig utsmyckning finns på ett 40-tal ställen runt om i Sverige och i Holland, samt i Kanada. Även på skolgården i Polhemsskolan finns en utsmyckning, Tanken är som fågeln fri. På Högskolan i Gävle finns konstverket Liv och Lust. I Trönö nya kyrka finns skulpturen Stor gumma (juni 2004).

## Utställningar
Nilsson-Öst hade separatutställningar i Stockholm, Östersund, Varberg och Gävle samt ett 20-tal samlingsutställningar under åren 1945-1978. I sin barndomsby i Järvsö hedrades han med en utställning på Länsmuseet Gävleborg 2007. I Daagarsson-gården i Bollnäs hade han utställning hösten 2002.

## Offentliga verk i urval
- Glädjens blomster, brons, 1965, Östra Stationsgatan i Bollnäs
- Prosten Ullberg, bronsbyst, 1968, Klövsjö kyrka
- Lekande barn, brons, 1969, Gävle sjukhus
- Hälsingekrönika, 1969, trärelief, Öjeskolan i Järvsö
- Linhantering, trärelief, 1971, Söderhamns lasarett
- Flottaren, brons, 1972, Karlslundsbadet i Bollnäs
- Tidsspegel, räcke brons, 1972, Söderhamn
- Tanken är som fågeln fri, rostfritt stål, 1973, Polhemsskolan i Gävle
- Vasaloppsåkaren, brons, 1974, Mora
- Herrarna i hagen, trärelief, 1974, Hälsinge regemente i Gävle
- Hästmarknad, brons, 1974, Töreboda
- Det är Herren, altartavla, 1976, Västra Flemingsbergs kyrka i Huddinge kommun
- En epok i trä, relief i trä, 1977, Förvaltningshuset i Sundsvall
- Häst med ridande barn, brons, 1979, lasarettet i Mora
- Stora syster och lille bror, brons, 1979, lasarettet i Mora
- Barnbarnen, brons, 1979, Ängslundagården i Arbrå
- Mikael och draken, brons, 1980, Mora
- Kolaren, brons, 1981, Ljusdals museum
- Johan III, brons, 1982, Sjöbodarna i Hudiksvall
- Flottaren, brons, 1982, Stöde
- Fiskaren, brons, 1982, Hudiksvall
- Hjulsmeden, brons 1985, torget i Surahammar
- Arbetaren, brons, 1991, Iggesund
- Hambodansarna, brons, 1996, Stationsplatsen i Järvsö
- Prosten Börje Björklund, brons, 2001, Kyrkön i Järvsö

## Bilder
- Tidsspegel från 1972 i Söderhamn är ett 80 cm högt, åttakantigt räcke i brons runt en fontän. Konstnären har velat beskriva de för Söderhamn så viktiga näringsgrenarna metallindustri och träindustri, samt i centrum den oumbärliga vattenkraften. Vattnet var en förutsättning för industrierna, men drev även små kvarnar, linberedningsverk m.m. Vattnet skall även ge associationer till fisket och dess betydelse för Söderhamn.
- Flottaren från 1982 i Ljungan står på en gammal bropelare intill nuvarande bron mellan tätorterna Stöde och Fanbyn i Sundsvalls kommun.

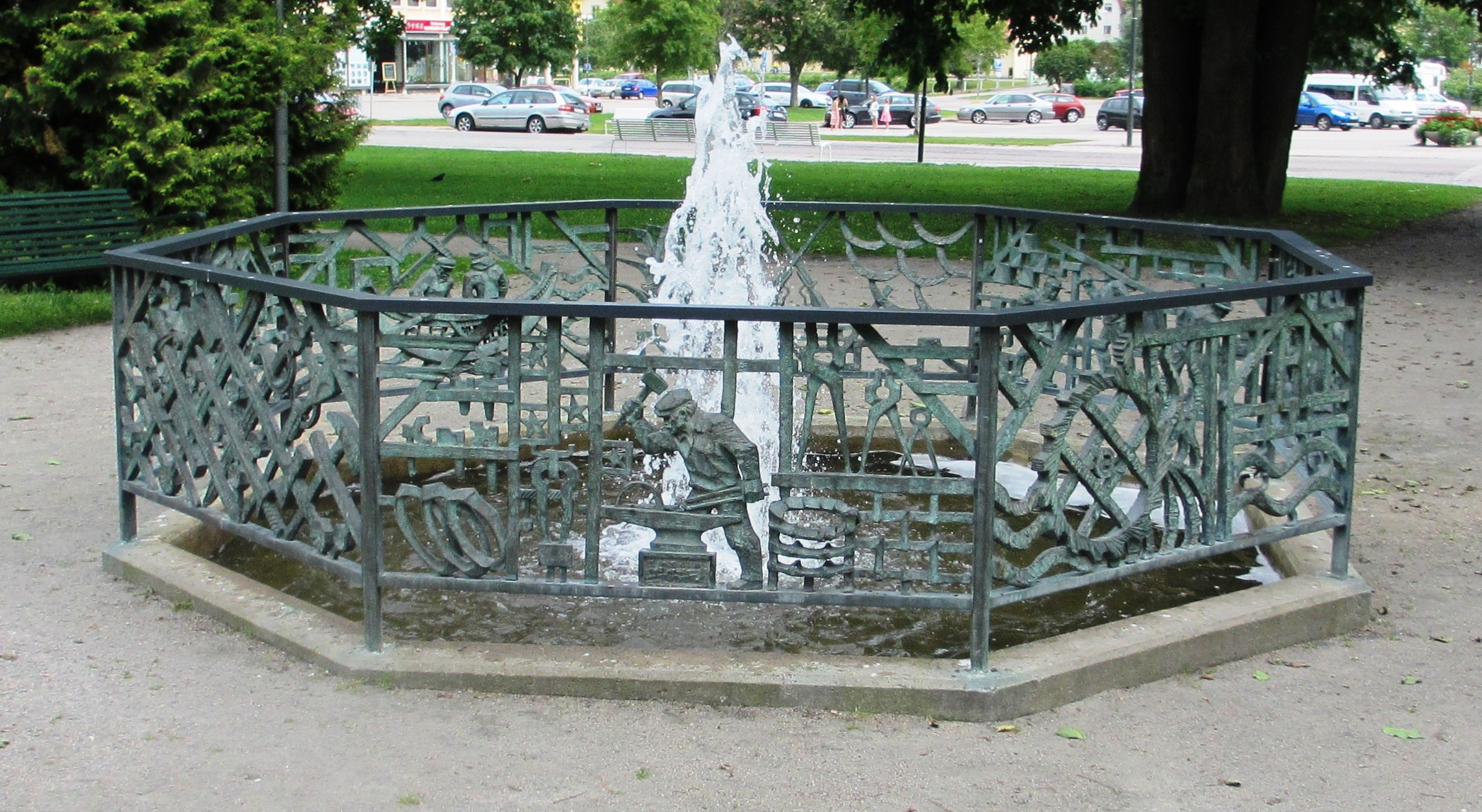
Tidsspegel (1972), räcke, Söderhamn, metallarbetare i metallindustrin.
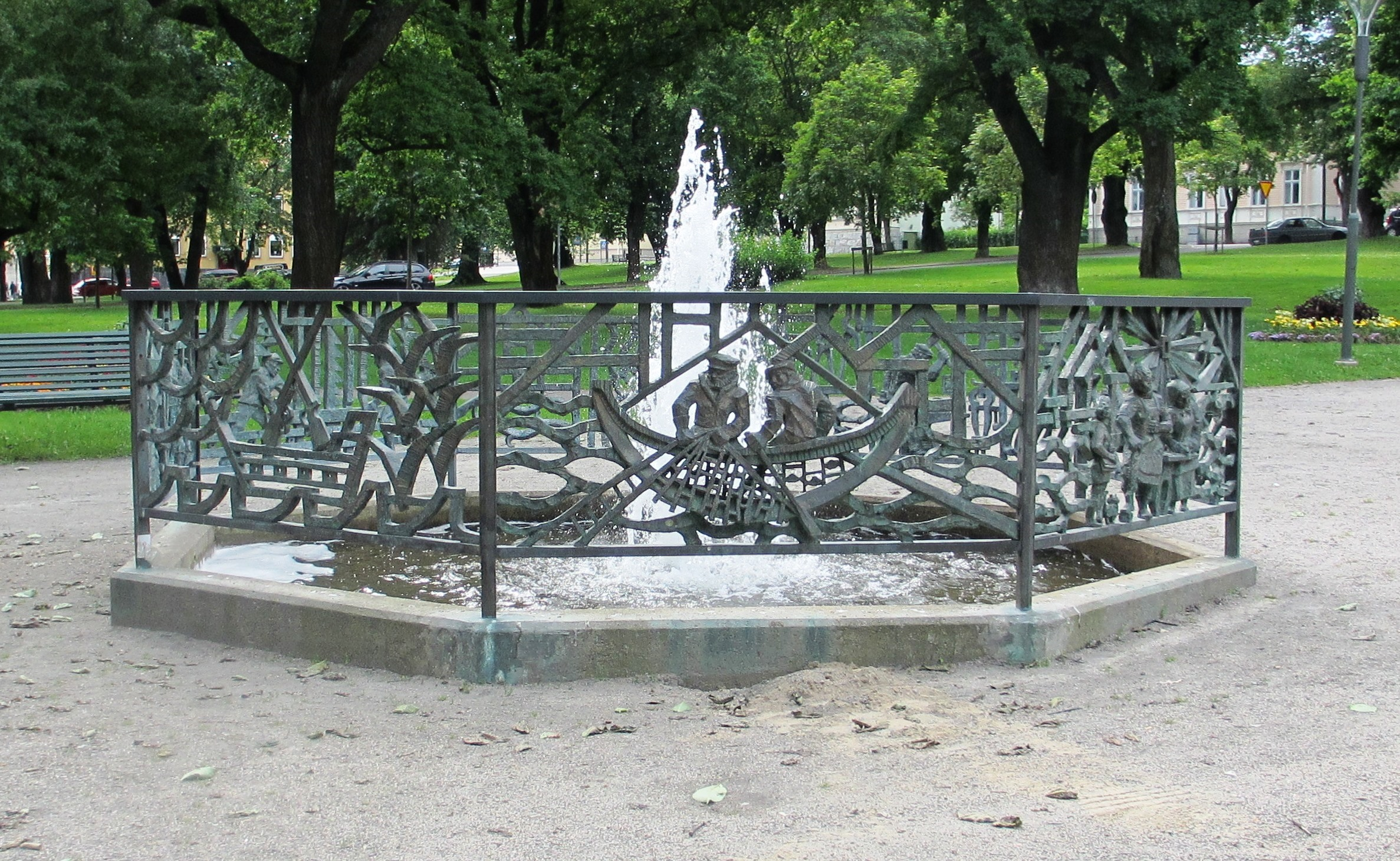
Tidsspegel (1972), räcke, Söderhamn, fiskebåt med fiskare och nät.
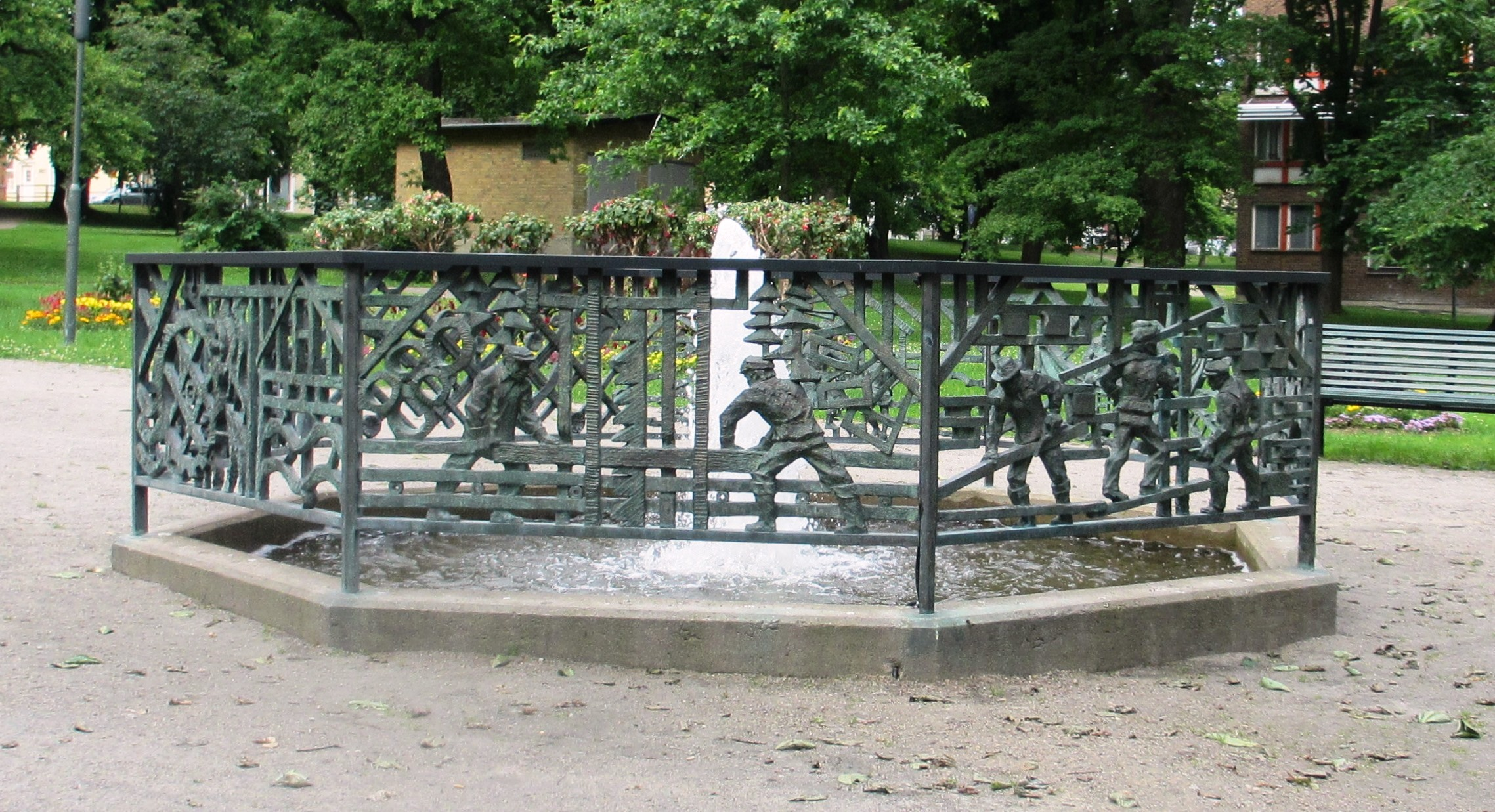
Tidsspegel (1972), räcke, Söderhamn, arbetare i träindustrin.
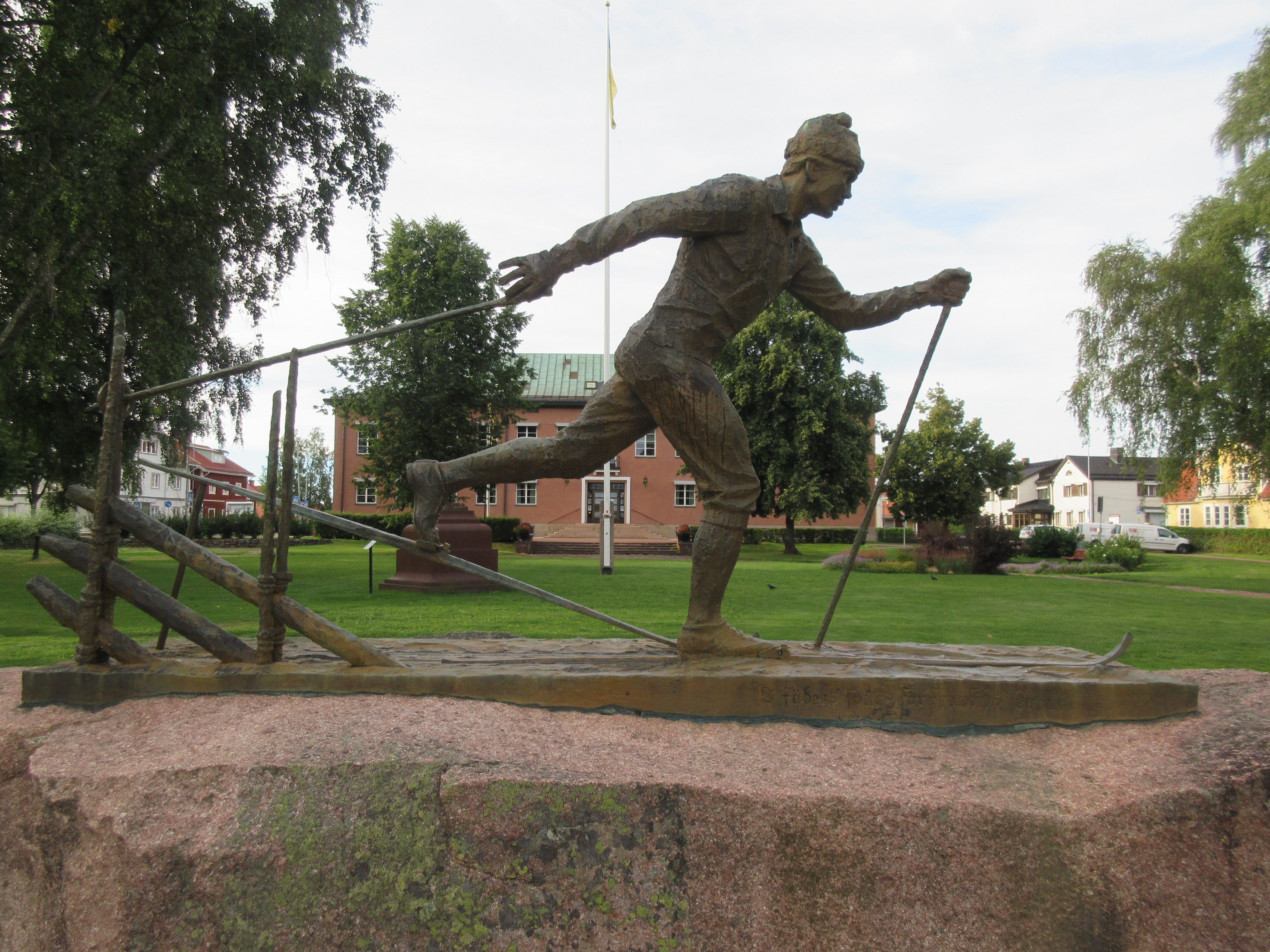
Vasaloppsåkaren (1974), brons, 1974, Mora.
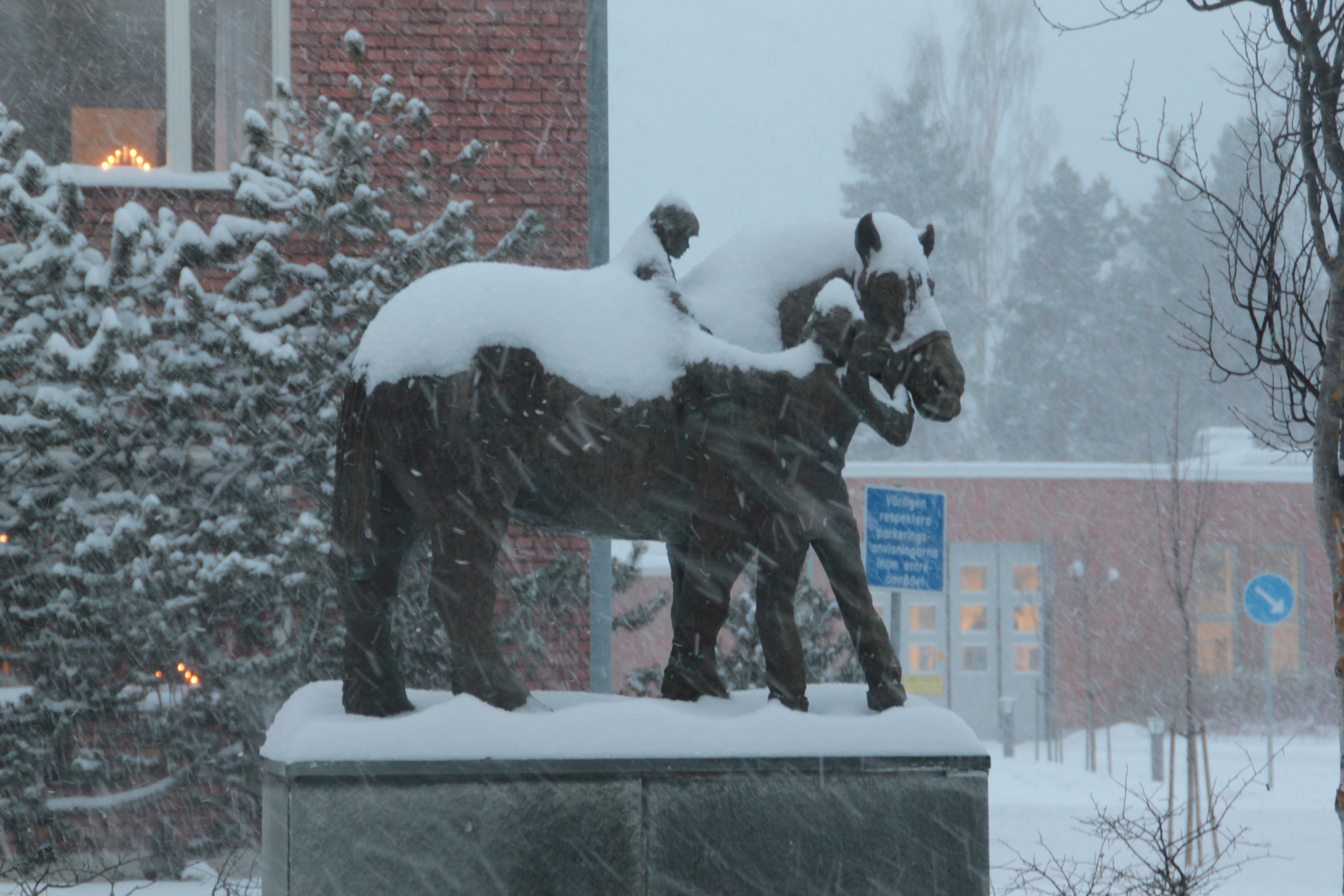
Häst med ridande barn (1979), brons, utanför lasarettet i Mora.
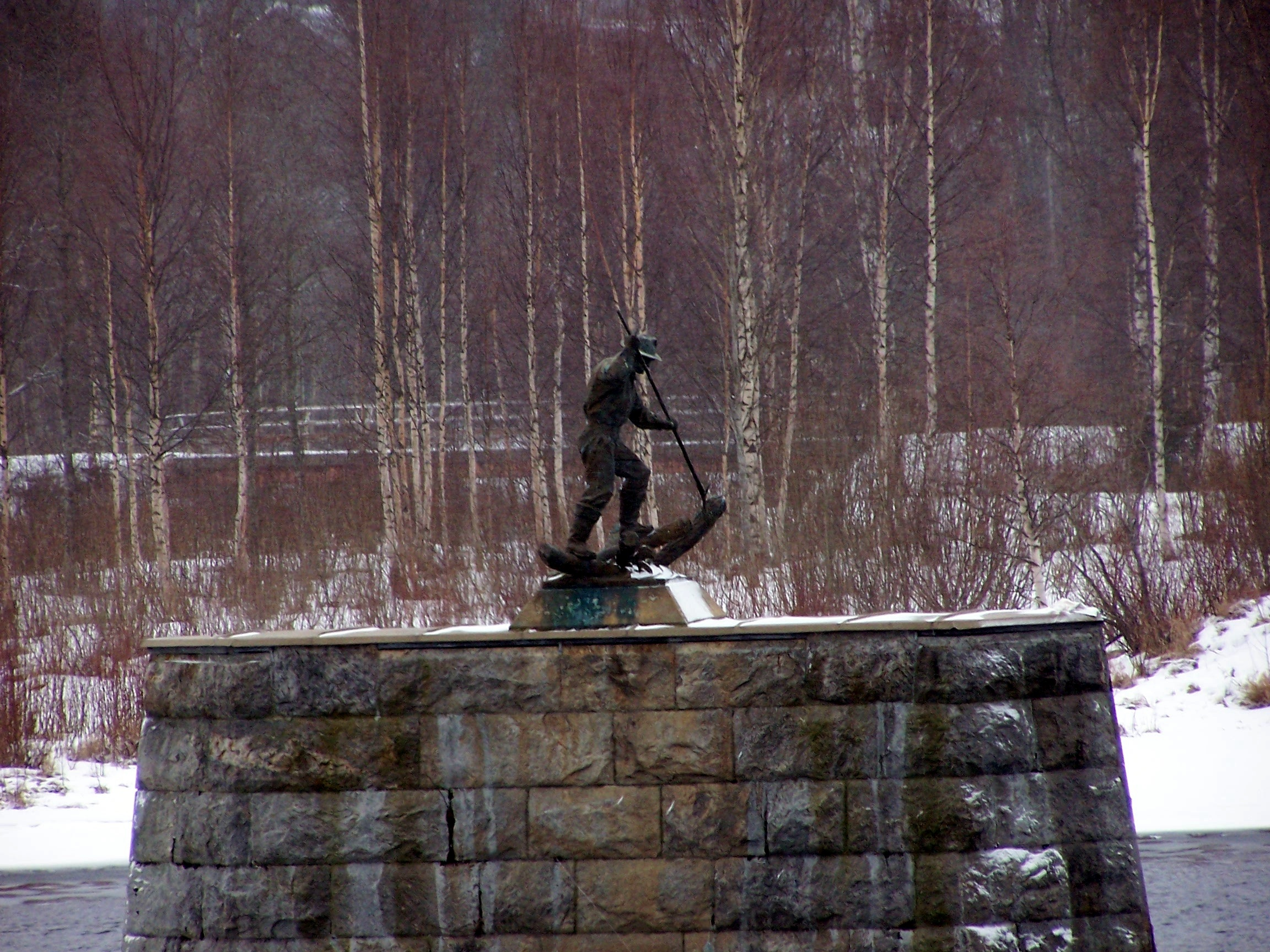
Flottaren (1982), brons, på en gammal bropelare, Stöde

## Media
- Erik Eriksson och Sune Söderholm: Yxhugg i 3/4-takt, film från 1971, 278 minuter